# Snipalandets naturreservat
Snipalandets naturreservat är ett naturreservat i Jokkmokks kommun i Norrbottens län.
Området är naturskyddat sedan 2024 och är 299 hektar stort. Reservatet ligger öster om Kåbdalis och består av flera småsjöar, myrmark och granskog med inslag av barrblandskog.